# Anemone decapetala
Anemone decapetala är en ranunkelväxtart som beskrevs av Pietro Arduino. Anemone decapetala ingår i släktet sippor, och familjen ranunkelväxter. Utöver nominatformen finns också underarten A. d. foliolosa.